# كيرة والجن
كيرة والجن هو فيلم دراما تاريخي مصري صدر سنة 2022، من إخراج مروان حامد، وتأليف أحمد مراد، وإنتاج تامر مرسي، ومن بطولة كريم عبد العزيز، وأحمد عز، وهند صبري، وسيد رجب، وأحمد مالك، وهدى المفتي. يرصد الفيلم حالة الغليان التي كان يموج بها الشارع المصري بالتزامن مع اندلاع ثورة 1919، وهو الحدث الكبير الذي يوحد مصائر أحمد عبد الحي كيرة وعبد القادر الجن ليشتركا في النضال ضد الاحتلال البريطاني.
الفيلم مأخوذ عن رواية 1919 للكاتب أحمد مراد ويعد خامس تعاون سينمائي بين المخرج مروان حامد والكاتب أحمد مراد بعد أفلام: الفيل الأزرق، والأصليين، وتراب الماس، والفيل الأزرق 2. وهو من أفلام عيد الأضحى 1443 هـ.

## القصة
خلال حادثة دنشواي عام 1906، شاهد أحمد عبد الحي كيرة مصرع والدته وشنق والده في أرضه، وسمع إهانة المندوب السامي البريطاني اللورد كرومر للمصريين قبل عزله، فباع الأرض وهاجر إلى القاهرة مع جدته، ودرس الطب والتمثيل، وأصبح صديقًا للإنجليز، وعمل بالمستشفى الميري، وأطلق عليه زملاؤه لقب «ابن الإنجليز». تزوج من زينب وأنجب ابنه فهمي. 
أما عبد القادر شحاتة الجن فكان متعاونًا مع الإنجليز الذين هزموا العالم في نظره، ويبيع لهم السجائر والخمور والمخدرات في معسكرهم بوسط القاهرة تحت قيادة العقيد دوجلاس، ويدمن تناول الخمور وشم الهيروين ومرافقة الساقطات، رغم أن والده شحاتة كان من جنود عرابي، وكان يستاء من تصرفات ابنه. وعندما تشاجر الجن مع تاجر المخدرات عربي ترماي، قام الإنجليز بحمايته.
كان كيرة يتعاون مع مجموعة من المقاومة تتخذ من بدروم مقهى ريش مقرًا لها، وتتكون من سبعة أبطال على رأسهم كيرة، وهم نجيب الهلباوي، أقدم شخص في المقاومة، فُصل من وظيفته الحكومية وسُجن بسبب السياسة، وبعد خروجه انضم إلى المقاومة. إسحاق نعيم، عامل طباعة متقاعد وأسرع من يطبع المنشورات. دولت فهمي، معلمة مسيحية بمدرسة السنية، صعيدية شجاعة، تعيش في بيت الطالبات بعد وفاة والدها، وتشترك في جمعية لتحرير المرأة. إبراهيم شوكت، رسام ثري، يعد أصغر شخص في المقاومة ويقوم برسم المنشورات. ألكساندرا، أرمنية يحبها إبراهيم، وقد ضمها للمقاومة عندما علم بإجادتها إطلاق النار. سيد عبد الكريم، بطل أولمبي في رفع الأثقال، ويجيد إطلاق النار. راغب داود، يهودي مصري خبير سلاح وأبكم يجيد قراءة الشفاه. وكان يساعدهم حسن نشأت، صديق كيرة الذي يعمل بالقصر، ويمدهم بمعلومات عن تحركات القصر، كما يمدهم بالأموال التي تساعدهم على المقاومة. وكانوا يستخدمون الراقصة نرجس لاستدراج الإنجليز وقتلهم، وكان كيرة يحتفظ بزر نحاسي من بدلة كل إنجليزي يقتله.
عندما طالب المحامي سعد زغلول برحيل الإنجليز وإنهاء الاحتلال، قبضوا عليه استعدادًا لنفيه خارج البلاد، فقامت المظاهرات في أنحاء البلاد فيما عُرف بثورة 1919، واشتبك الإنجليز مع المتظاهرين وقتلوا منهم الكثير. ارتدى شحاتة والد الجن ملابسه في جيش عرابي ورفع سيفه لقتال الإنجليز، فقتله العقيد دوجلاس، مما كان له الأثر الكبير في ترك الجن لحياة اللهو والانضمام للمقاومة، حيث وقع في غرام دولت التي طالبته بالامتناع عن الخمر والمخدرات فاستجاب لها. إيميلي، موظفة إنجليزية بالمتحف المصري وابنة القاضي براكستون، رئيس المحاكم المختلطة، عثرت على طفل مصاب بالمظاهرات، فأحضرته إلى المستشفى، وتعرف عليها كيرة من أجل أن تكون عينًا له على الإنجليز، وعلم منها أخبارهم دون أن تعلم أنه من المقاومة.
هاجمت المقاومة معسكر الإنجليز وقتلت العقيد دوجلاس، واستشهد سيد عبد الكريم، فقام المندوب السامي إدموند ألنبي ومعه القاضي براكستون باستدعاء ثعلب المباحث هارفي للبحث عن مرتكبي حادث مصرع دوجلاس وتدمير المقاومة، ومن خلال السيف الخاص بشحاتة وبمساعدة عربي ترماي، تم التوصل إلى الجن الذي اختفى تمامًا. أليعازر فهمي، شقيق دولت، اختطفه الإنجليز من أرضه مع الكثيرين ليحفروا لهم الخنادق في سيناء، وأجبروه على قتل الأسرى الأتراك، مما أصابه بانهيار، فأعادوه إلى أرضه بعد أن مات نصف المشاركين معه. اعتدى الكولونيل كييف ستانلي على المصلين بمسجد الحسين وقتل 12 من المصلين، مما أثار حنق إيميلي على والدها، وعندما علم كيرة من إيميلي أنهم سيحتفلون بعيد ميلاد كييف ستانلي في فندق الكونتينينتال، دبّر مع المقاومة الانتقام منه، وتم قتله أثناء خروجه من الفندق.
أصيبت زينب بالحمى وماتت، فخاف كيرة على ابنه فهمي أن يفقد أيضًا أباه فاعتزل المقاومة، ولكن الجن استطاع إعادته بدعوى أن فهمي يعيش يتيمًا أفضل من أن يعيش ذليلًا، كما أن الإنجليز قتلوا مائة فلاح من قرية القرشي بعد أن أطلقت الطائرات النار عليهم في حقولهم. عرض الجن على المقاومة اقتحام معسكر الإنجليز بوسط القاهرة بالدخول في عربة اللحوم وتفجير المعسكر، وتم الهجوم بنجاح واستشهد إبراهيم. تمكن هارفي من اقتفاء أثر المهاجمين حتى توصل إلى الهلباوي، الذي عذبه وعرض عليه براءته من كل التهم ومكافأة 10 آلاف جنيه ومرتب 30 جنيهًا شهريًا مدى الحياة والعودة لوظيفته الحكومية مقابل أن يبلغه بأسماء المقاومة والممول، فضعف الهلباوي وأخبره بكل شيء، وحتى لا تظهر خيانته، تم إرجاء الإفراج عنه.
تطورت العلاقة بين الجن ودولت، وبين كيرة وإيميلي، وتمت مداهمة مخبأ المقاومة، فهرب الجميع واستشهد راغب الأبكم، وشك الجميع في بعضهم، وأيقنوا أن هناك خائنًا بينهم، وتوارى الجميع بعد أن علم هارفي كل شيء عنهم، فقرروا مهاجمته قبل أن يهاجمهم، واستعانوا بالراقصة نرجس التي مكنتهم من إطلاق النار على هارفي في حفل راقص، فأصيب لكنه لم يمت، وتم نشر صور أفراد المقاومة. علمت إيميلي أن كيرة هو من قتل صديقهم كييف ستانلي، وخافت على والدها الذي أبلغها أن اسمها مدرج في قائمة المتعاطفين مع المصريين، وأنها تحت المراقبة. أبلغهم حسن نشأت بتحركات سردار الجيش الإنجليزي وطلب منهم تصفيته خلال يومين، وأمدهم بالمال اللازم والرجال، فتمكن كيرة من اغتياله، وأصيب الجن بعد أن أنقذ دولت من عسكري إنجليزي، وتم القبض عليه بجوار مكان الحادث، ولكن دولت تقدمت للشهادة لصالح الجن، وادعت أنها عشيقته وأنها كانت معه أثناء حادث السردار. استغل هارفي الموقف، ونشر صورة دولت مع الجن، كما كان كاتب النيابة من بلد دولت، فأوصل الخبر للبلد، وتم استدعاؤها بدعوى مرض والدتها، فقام أخوها أليعازر بقتلها.
تم القبض على إسحاق نعيم وألكسندرا وحسن نشأت وتم إعدامهم، بينما تمكن الجن من الهرب وأخبر أليعازر وأمه بأن دولت بطلة. هرب كيرة إلى إسطنبول، وعندما فكر في تغيير ملامحه والعودة إلى مصر، طلب منه الجن الانتظار لأن المراسلات مراقبة، خصوصًا أن الهلباوي علم بمكانه وتم تكليفه بإعادته إلى مصر. التقى الجميع في إسطنبول، هارفي والهلباوي وكيرة والجن، وتمكن كيرة من قتل هارفي لكنه أصيب، وتمكن الجن من قتل الهلباوي، وقبل أن يلفظ كيرة أنفاسه الأخيرة، أوصى الجن برعاية ابنه فهمي الذي كبر وعاصر خروج الإنجليز من مصر عام 1956.

## طاقم التمثيل
- كريم عبد العزيز بدور «أحمد عبد الحي كيرة»
- أحمد عز بدور «عبد القادر شحاتة الجن»
- هند صبري بدور «دولت فهمي»
- سيد رجب بدور «نجيب الهلباوي»
- سام هزلدين بدور «الضابط هارفي»
- أحمد مالك بدور «إبراهيم شوكت»
- هدى المفتي بدور «نرجس»
- رزان جمال بدور «إيملي»
- عارفة عبد الرسول بدور «جدة أحمد كيرة»
- علي قاسم بدور «راغب»
- محمد عبد العظيم بدور «نعيم»
- لارا إسكندر بدور «إلكسندرا»
- روبي بدور «زينب»
- أحمد كمال بدور «شحاتة»
- إياد نصار بدور «حسن نشأت»
- كريم محمود عبد العزيز بدور «ابن كيرة»
- رشدي الشامي بدور «عبد الحي كيرة»
- سلوى محمد علي بدور «أم كيرة»
- سلوى عثمان بدور «أم دولت»
- أحمد عبد الله محمود بدور «عربي التروماي»
- ياسين أمير بدور «فهمي»
- تامر نبيل بدور «أليعازر»
- أحمد عبد الحميد بدور «شنودة»
- ياسين أبو رواش بدور «أزهري»

## روابط خارجية
- كيرة والجن على موقع IMDb (الإنجليزية)
- كيرة والجن على موقع الدهليز
- كيرة والجن على موقع قاعدة بيانات الأفلام العربية
- كيرة والجن على موقع قاعدة بيانات الفيلم (الإنجليزية)
- كيرة والجن على موقع ليتربوكسد (الإنجليزية)
- كيرة والجن على موقع كينوبويسك (الروسية)